# Ivo Müller
Ivo Müller Jr., conhecido como Ivo Müller, é um ator brasileiro de teatro, cinema e televisão.

## Carreira
Sua primeira experiência num palco com plateia foi no colégio onde estudou nos anos 80. Não havia aulas de teatro, mas alguns professores estimulavam os alunos a apresentaram trabalhos em forma de encenação.
Em 1994 Ivo foi selecionado para fazer programa de intercâmbio do AFS, nos Estados Unidos. A experiência para aprender inglês abriu caminho também para o primeiro contato com um grupo de teatro amador. A diretora do grupo de teatro da escola procurava um aluno que falasse inglês com sotaque, para fazer um rabino. E foi assim que Müller entrou em sua primeira peça, um texto do escritor Isaac Bashevis Singer, numa temporada de 10 apresentações.
Anos mais tarde, depois de passar por cursos como Administração, e de se formar em Direito pela Universidade Federal de Santa Catarina,  percebeu que precisava voltar a fazer teatro. Foi morar em São Paulo, onde nos primeiros anos trabalhou como professor de teatro em escolas públicas e se aproximou de grupos como o Grupo Tapa e o Centro de Pesquisa Teatral, essenciais em sua formação.
Um de seus primeiros trabalhos no cinema foi Tabu, do diretor português Miguel Gomes. Filmado em 2011 na África, Tabu aconteceu num momento divisor de águas na vida do ator, quando também estava em cartaz no teatro ao mesmo tempo com duas peças: Doze Homens e uma Sentença, grande sucesso de público e crítica, e um trabalho autoral em forma de monólogo sobre o poeta Rainer Maria Rilke.
A estreia de Tabu foi no Festival de Berlim de 2012, onde o filme ganhou o Prêmio da Crítica Internacional. Em 2016 o longa apareceu na lista da BBC dos melhores filmes do século XXI.
Fluente em inglês e espanhol, trabalhou em 2017 em outra coprodução, o filme La Muerte de Marga Maier, na Argentina. 
Como ator de teatro, integrou e estudou no Centro de Pesquisa Teatral/CPT SESC,  do diretor Antunes Filho e trabalhou em peças do Grupo Tapa. Depois de entrar em montagens de textos de August Strindberg e Luigi Pirandello como ator substituto, teve sua grande chance em 2010 quando estreou a peça Doze Homens e uma Sentença vencedora do Prêmio APCA de Melhor Espetáculo daquele ano.
Em 2019 deu vida ao personagem Oswaldo, pai de Larissa Manoela na novela As Aventuras de Poliana e interpretou o cabeleireiro e amigo da apresentadora Hebe Camargo, Luis Carlos Trote, o "Carlucho", na série e no filme protagonizados pela atriz Andrea Beltrão. Interpretou o pescador Marcelo em Barba Ensopada de Sangue, baseado no livro de Daniel Galera, e o segurança Camilo, em Ato Noturno, de Felipe Matzembacher e Marcio Reolon, longa que levou Ivo novamente para o Festival de Cinema de Berlim.

## Filmografia

### Cinema
| Ano  | Título                           | Personagem           | Notas                |
| ---- | -------------------------------- | -------------------- | -------------------- |
| 2025 | Ato Noturno                      | Camilo               | BRA                  |
| 2025 | Barba Ensopada de Sangue (filme) | Marcelo              | BRA                  |
| 2022 | Proof Sheet                      | Elio                 | USA                  |
| 2019 | Hebe: A Estrela do Brasil        | Carlucho             | Brasil               |
| 2019 | Blitz                            |                      |                      |
| 2019 | Cine Marrocos                    | Preparador de elenco | documentário         |
| 2018 | O Órfão                          | Carlos               | curta                |
| 2017 | La Muerte de Marga Maier         | Ricardo Reis         | [ 9 ]                |
| 2017 | Os Humores Artificiais           | Hans                 | [ 10 ] [ 11 ]        |
| 2017 | Pássaros na Boca                 | Martin               | curta                |
| 2016 | O Diabo Mora Aqui                | Barão do Mel         | [ 12 ]               |
| 2016 | Meu Amigo Hindu                  | Eduardo              | Dublagem             |
| 2015 | Oração do Amor Selvagem          | Pastor Kurtz         | [ 13 ] [ 14 ] [ 15 ] |
| 2015 | Califórnia                       | Maneco               |                      |
| 2013 | Lascados                         | Pastor evangélico    |                      |
| 2013 | O Tempo Que Leva                 | Marcos               | curta                |
| 2012 | Tabu                             | Marido de Aurora     | [ 17 ]               |
| 2012 | Dicionário                       | Vitor                | curta                |

### Televisão
| Ano  | Título                    | Personagem      | Notas                      |
| ---- | ------------------------- | --------------- | -------------------------- |
| 2021 | Passaporte para Liberdade | Agente Krause   | Sony Pictures e Rede Globo |
| 2020 | Hebe                      | Carlucho        | Rede Globo                 |
| 2019 | As Aventuras de Poliana   | Oswaldo Delfino | SBT                        |
| 2017 | A Grande Viagem           |                 | TV Brasil                  |
| 2016 | Unidade Básica            | Dr. Flávio      | Universal Channel          |
| 2014 | O Negócio                 |                 | HBO                        |
| 2013 | A Menina Sem Qualidades   | General         | MTV                        |

## Teatro
| Ano       | Título                                        | Notas              |
| --------- | --------------------------------------------- | ------------------ |
| 2018      | Sutura, de Anthony Neilson                    | [ 22 ]             |
| 2017      | Pequenas Certezas, de Barbara Colio           | [ 23 ]             |
| 2015      | Huis Clos - A Portas Fechadas, de J.P. Sartre | [ 24 ]             |
| 2014-2015 | Caros Ouvintes, de Otávio Martins             | [ 25 ]             |
| 2010-2016 | Doze Homens e uma Sentença                    | Grupo Tapa         |
| 2010-2013 | Cartas a um Jovem Poeta                       | Rainer Maria Rilke |
| 2010      | As Viúvas, de Artur de Azevedo                | Grupo Tapa         |
| 2009      | Amargo Siciliano, de Pirandello               | Grupo Tapa         |
| 2009      | Camaradagem, de August Strindberg             | Grupo Tapa         |
| 2005      | Hécuba, de Eurípedes                          |                    |

## Prêmios e indicações
| Ano  | Prêmio                                      | Categoria               | Obra              | Resultado |
| ---- | ------------------------------------------- | ----------------------- | ----------------- | --------- |
| 2013 | CinEuphoria Awards                          | Melhor Elenco           | Tabu              | Venceu    |
| 2016 | Film Quest                                  | Melhor Ator Coadjuvante | O Diabo Mora Aqui | Indicado  |
| 2016 | Festival Internacional de Cinema Fantástico | Melhor Vilão            | O Diabo Mora Aqui | Venceu    |